# Patrick McGoohan
Patrick McGoohan est un acteur, scénariste et réalisateur irlando-américain né le 19 mars 1928 à New York (États-Unis) et mort le 13 janvier 2009 à Santa Monica (États-Unis).

## Biographie
Né dans le quartier new-yorkais Astoria dans le Queens, il est le fils de Rose Fitzpatrick et Thomas McGoohan, immigrants Irlandais qui, quand leur fils avait 8 ans, retournèrent vivre en Irlande, à Mullaghmore dans le comté de Leitrim, avant de déménager sept ans plus tard à Sheffield en Angleterre. Il poursuit ses études au Ratcliffe College.
Il épouse le 19 mai 1951 Joan Drummond, avec qui il resta marié jusqu'à son décès en 2009. Il a trois filles : Catherine McGoohan, actrice (née le 31 mai 1952), Frances McGoohan (née en 1959) et Anne McGoohan (née en 1960).
Acteur vedette des séries Destination Danger et du Prisonnier (série dont il est le cocréateur), Patrick McGoohan a également participé à plusieurs épisodes de la série Columbo, en jouant le rôle du meurtrier à quatre reprises et en réalisant plusieurs épisodes. La série Le Prisonnier dont il est le maître d’œuvre (il en écrit deux scénarios, réalise lui-même trois épisodes tout en incarnant le héros, à savoir le Numéro 6) connaît dès les premiers passages un énorme succès en Angleterre. Au fur et à mesure des 17 épisodes que comporte la série, le public britannique attend avec hâte de connaître enfin qui est le Numéro 1. Mais le dernier épisode en forme d'épilogue allégorique qui clôt la série fait scandale en ne donnant pas de réponses claires et simples. McGoohan, du jour au lendemain, devient détesté, voire physiquement agressé dans les rues de Londres, par une partie de son public (britannique) qui estime avoir été lésé ou trahi, et McGoohan comprend qu'« il doit se retirer pour un moment ». Il quitte l'Angleterre pour vivre à Hollywood. 
En décembre 1969, il donne une interview dans Pace Magazine[réf. souhaitée] dans laquelle il explique à la fois ses motivations et le contexte de l'époque : « Le Prisonnier fut une tentative — qui a échoué de fait — de faire quelque chose de légèrement différent à la télévision et en même temps d'exprimer ma position sur un sujet qui me tient particulièrement à cœur : la transformation en numéros, la médiocrité, le nivellement des gens par la soumission. Il me semble que la vraie rébellion de nos jours, c'est de se rebeller contre l'acceptation ».
Il ajoute également : « j'étais au bord du lynchage en Angleterre lorsque fut diffusé le dernier épisode. Chacun voulait savoir de quoi il retournait. Étais-je dans le camp des communistes (ce qui n'avait en fait rien à voir) ou bien dans celui des Anglais ? Ils voulaient avoir toutes les réponses qu'on leur remettrait, enveloppées dans un beau ruban ». Sur ce dernier épisode, il précise en 1995 : « quand j'ai écrit le dernier épisode de la série, tout le monde pensait que j'étais fou. Et, effectivement, je l'étais ! Bonne chose d'ailleurs, délibérée ! Quand les trois autres scénaristes m'ont apporté le script, je l'ai détesté : il était très très facile à comprendre. Je voulais quelque chose de plus oblique. Du coup, c'est au public de décider. Chacun son interprétation. Je ne veux toujours pas donner une réponse ; ce que j'avais en tête, c'était un allegorical conundrum »
Au début des années 1960, tout auréolé du succès de la série d'espionnage britannique Destination danger (où il incarne l'espion John Drake pendant quatre saisons et 86 épisodes), il se voit proposer le rôle de James Bond dans James Bond 007 contre Dr No de Terence Young, mais il refuse le rôle, ne voulant pas retravailler avec une personne appartenant à l'équipe technique du film.
McGoohan avait pour projet d'adapter la série Le Prisonnier au cinéma, mais le temps lui manqua pour aboutir. Il a prêté sa voix dans un épisode de la saison 12 des Simpson, où il incarnait son propre personnage de la série Le Prisonnier.
À la télévision, la star revint notamment en justicier double dans le feuilleton L'Épouvantail, prêtant ses traits à Nicolas Fouquet dans L'Homme au masque de fer de Mike Newell (1977) et incarnant en 1983, dans une nouvelle version de L'Auberge de la Jamaïque, le personnage de Joss Merlyn, terrorisant Mary Yellan (interprétée par Jane Seymour).
Dans sa carrière éclectique, mentionnons un premier rôle aux côtés de Rock Hudson dans Destination Zebra, station polaire de John Sturges, son rôle mémorable de directeur de prison dans L'Évadé d'Alcatraz de Don Siegel face à Clint Eastwood (1979), et une collaboration intéressante avec David Cronenberg : Scanners en 1981. Son dernier rôle marquant, au cinéma, fut celui du roi Édouard Ier d'Angleterre dans Braveheart de Mel Gibson en 1995, beau-père d'Isabelle de France jouée par Sophie Marceau. Sa dernière interprétation, au cinéma, fut celle d'un savant fou : dans Hysteria sorti en 1997, il incarne un inquiétant docteur qui sous couvert d'une psychothérapie révolutionnaire, utilise un implant électronique pour gérer les émotions de ses patients. Il est ensuite la voix de Billy Bones dans le film d'animation la Planète au trésor : Un nouvel univers sorti en 2002.
Il meurt d'une maladie, le 13 janvier 2009 à 80 ans.

## Filmographie

### Cinéma

#### Acteur
- 1954 : Les Briseurs de barrages de Michael Anderson : le garde à la porte
- 1955 : L'Armure noire (The Dark Avenger) d'Henry Levin : Sir Oswald
- 1955 : Passage Home de Roy Ward Baker : McIsaacs
- 1955 : Une fille comme ça (I am a Camera) de Henry Cornelius : l'aquathérapeute suédois
- 1956 : Zarak le valeureux (Zarak) de Terence Young : un officier anglais
- 1957 : Marée haute à midi (High Tide at Noon) de Philip Leacock : Simon Breck
- 1957 : Train d'enfer de Cy Endfield : Red
- 1958 : Gipsy (film) (The Gypsy and the Gentleman) de Joseph Losey : Jess
- 1958 : Rencontre au Kenya (Nor the Moon by Night) de Ken Annakin : Andrew Miller
- 1961 : Two Living, One Dead d'Anthony Asquith : Erik Berger
- 1962 : Tout au long de la nuit (All Night Long) de Basil Dearden : Johnny Cousin
- 1962 : Accusé, levez-vous (Life for Ruth) de Basil Dearden : Dr Brown
- 1962 : The Quare Fellow d'Arthur Dreifuss : Thomas Crimmin
- 1963 : Le Justicier aux deux visages (Doctor Syn, alias the Scarecrow) de James Neilson : Dr Christopher Syn / l'Épouvantail
- 1964 : Les Trois Vies de Thomasina (The Three Lives of Thomasina) de Don Chaffey : Andrew McDhui
- 1968 : Destination Zebra, station polaire (Ice Station Zebra) de John Sturges : David Jones
- 1970 : La Guerre des Bootleggers (The Moonshine War) de Richard Quine : Frank Long
- 1971 : Marie Stuart, Reine d'Écosse (Mary, Queen of Scots) de Charles Jarrott : James Stuart
- 1976 : Transamerica Express (Silver Streak) d'Arthur Hiller : Roger Devereau
- 1976 : Un génie, deux associés, une cloche (Un genio, due compari, un pollo) de Damiano Damiani : major Cabot
- 1978 : La Cible étoilée (Brass Target) de John Hough : colonel Mike McCauley
- 1979 : L'Évadé d'Alcatraz (Escape from Alcatraz) de Don Siegel : le directeur de la prison
- 1979 : Le Dernier contrat (The Hard Way) de Michael Dryhurst : John Connor
- 1981 : Scanners de David Cronenberg : Dr Paul Ruth
- 1981 : Kings and Desperate Men (en) d'Alexis Kanner : John Kingsley
- 1983 : Trespasses de Peter Sharp (en) : Fred Wells
- 1985 : Baby : Le Secret de la légende oubliée de Bill L. Norton : Dr Éric Kiviat
- 1995 : Braveheart de et avec Mel Gibson : Edward
- 1996 : Le droit de tuer ? de Joel Schumacher : juge Omar Noose
- 1996 : Le Fantôme du Bengale de Simon Wincer : le père du Fantôme
- 1997 : Hysteria de Rene Daalder : Dr Harvey Langston
- 2002 : La Planète au trésor, un nouvel univers de Ron Clements : Billy Bones (voix)

#### Réalisateur
- 1974 : Catch My Soul (en)

### Télévision

#### Réalisateur
- 1961 : Destination Danger (The Vacation)
- 1965 : Destination Danger (To Our Best Friend)
- 1966 : Destination Danger (The Paper Chase)
- 1967 : Le Prisonnier (Free for All)
- 1967 : Le Prisonnier (Many Happy Returns) [7]
- 1967 : Le Prisonnier (A Change of Mind) [7]
- 1968 : Le Prisonnier (Once Upon a Time)
- 1968 : Le Prisonnier (Fall Out)
- 1975 : Columbo : Jeu d'identité (Identity Crisis) (série)
- 1976 : Columbo : La Montre témoin (Last Salute to the Commodore) (série)
- 1977 : Rafferty (en) (The Wild Child)
- 1990 : Columbo : Votez pour moi (Agenda for Murder) (série)
- 1998 : Columbo : En grandes pompes - Tu retourneras poussière (Ashes to Ashes) (série)
- 1999 : Columbo : Meurtre en musique (Murder With Too Many Notes) (série)

#### Acteur
- 1960-1968 : Destination Danger (Danger Man) : John Drake
- 1964 : L'Épouvantail (The Scarecrow of Romney Marsh) : Christopher Syn/Scarecrow
- 1967-1968 : Le Prisonnier (The Prisoner) : Numéro 6
- 1974 : Columbo : Entre le crépuscule et l'aube (By Dawn´s Early Light) (série) : Colonel Lyle C. Rumford
- 1975 : Columbo : Jeu d'identité (Identity Crisis) (série) : Nelson Brenner
- 1977 : L'Homme au masque de fer de Mike Newell : Nicolas Fouquet
- 1979 : Le Dernier Contrat (The Hard Way) de Michael Dryhurst : John Connor
- 1983 : Jamaica Inn (en) (Jamaica Inn) de Lawrence Gordon Clark : Joss Merlyn
- 1987 : Arabesque - Témoin de la défense (saison 4 - épisode 3) de Seymour Robbie : Oliver Quayle
- 1990 : Columbo : Votez pour moi (Agenda for Murder) (série) : Oscar Finch
- 1998 : Columbo : En grandes pompes - Tu retourneras poussière (Ashes to Ashes) (série) : Eric Prince

#### Scénariste
- 1967 : Le Prisonnier (Free for All)[8]
- 1967 : Le Prisonnier (Many Happy Returns)[9]
- 1967 : Le Prisonnier (Dance of the Dead)[9]
- 1968 : Le Prisonnier (Once Upon a Time)
- 1968 : Le Prisonnier (Fall Out)
- 1998 : Columbo : En grandes pompes - Tu retourneras poussière (Ashes to Ashes) (Série)
- 1999 : Columbo : Meurtre en musique (Murder With Too Many Notes) (série)[9]

#### Coproducteur exécutif
- 1998 : Columbo : En grandes pompes - Tu retourneras poussière (Ashes to Ashes) (série)
- 1999 : Columbo : Meurtre en musique (Murder With Too Many Notes) (série)

## Voix françaises
| - Jacques Thébault (*1924 - 2015) dans : - Destination Danger (série télévisée) - Le Prisonnier (mini-série) - Destination Zebra, station polaire - Un génie, deux associés, une cloche - Transamerica Express - L'Évadé d'Alcatraz - Columbo : - Entre le crépuscule et l'aube (téléfilm) - Jeu d'identité (téléfilm) - Votez pour moi (téléfilm) - En grandes pompes (téléfilm) - Jean-Claude Michel (*1925 - 1999) dans : - Les Briseurs de barrages - Zarak le valeureux - Bernard Dhéran (*1926 - 2013) dans : - Braveheart - Le Droit de tuer ? | et aussi : - Claude Bertrand (*1919 - 1986) dans Train d'enfer - Jean-Pierre Duclos (*1931 - 2016) dans L'Épouvantail (série télévisée) - Jean-Henri Chambois (*1907 - 1997) dans Marie Stuart, Reine d'Écosse - Gabriel Cattand (*1923 - 1997) dans L'Homme au masque de fer (téléfilm) - Jean Lagache (*1931 - 2018) dans La Cible étoilée - Jean Michaud (*1921 - 2001) dans Scanners - François Chaumette (*1923 - 1996) dans Baby : Le Secret de la légende oubliée - Henry Djanik (*1926 - 2008) dans L'Auberge de la Jamaïque (téléfilm) - Jean-Claude Montalban dans Derrick contre Superman (téléfilm) - Jean Négroni (*1920 - 2005) dans Le Fantôme du Bengale - Patrick Messe dans La Planète au trésor, un nouvel univers (Voix) - Frédéric Norbert dans Destination Danger, Koroshi (Voix) |